# Yannick Djaló
Yannick dos Santos Djaló, eller bare Yannick (født 5. maj 1986 i Bissau i Guinea-Bissau) er en portugisisk fodboldspiller. Han spiller for tiden som angriber hos Vitória Setúbal. Tidligere har han spillet for blandt andet Sporting Lissabon og San Jose Earthquakes.

## Klubkarriere
Djaló er en spiller fra det kendte ungdomsakademi til Sporting Clube de Portugal. Han gjorde sin debut den 16. september 2006 i en ligakamp mod Paços de Ferreira. Djaló hævdede sig som en kvalitetsspiller, og deltog også i Sportings UEFA Champions League 2006-07.